# Francisco Lombardo
Juan Francisco Lombardo (ur. 11 czerwca 1925, zm. 24 maja 2012) – argentyński piłkarz, prawy obrońca. Wzrost 167 cm, waga 69 kg. W prasie i literaturze występuje na ogół tylko z drugim imieniem – czyli jako Francisco Lombardo.
Urodzony w Mendozie Lombardo rozpoczął karierę w klubie Newell’s Old Boys Rosario, skąd w 1952 przeniósł się do Boca Juniors. W Boca rozegrał łącznie 196 meczów i zdobył tylko jedną bramkę – w zremisowanym 2:2 w 1952 roku meczu z CA Platense.
Będąc graczem Boca Juniors wziął udział w turnieju Copa América 1955, gdzie Argentyna zdobyła mistrzostwo Ameryki Południowej. Lombardo zagrał we wszystkich pięciu meczach – z Paragwajem, Ekwadorem, Peru, Urugwajem i Chile.
Rok później wystąpił w turnieju Copa América 1956, gdzie Argentyna została wicemistrzem Ameryki Południowej. Także i tym razem zagrał we wszystkich pięciu meczach – z Peru, Chile, Paragwajem, Brazylią i Urugwajem. Zabrakło go jednak na turnieju Copa América 1957, gdzie reprezentacja Argentyny zwyciężyła w stylu, który zachwycił obserwatorów.
Jako piłkarz klubu Boca Juniors wziął udział w finałach mistrzostw świata w 1958 roku, gdzie Argentyna odpadła już w fazie grupowej. Lombardo zagrał we wszystkich trzech meczach – z Niemcami, Irlandią Północną i Czechosłowacją.
Fatalny występ na mistrzostwach świata Argentyna powetowała sobie rok później, zdobywając kolejny tytuł mistrza Ameryki Południowej podczas rozegranego u siebie turnieju Copa América 1959. Lombardo zagrał w pięciu spotkaniach – z Boliwią, Peru, Chile, Urugwajem i Brazylią.
Jeszcze w tym samym roku zorganizowano w Ekwadorze kolejny turniej Copa América 1959, gdzie Argentyna została wicemistrzem Ameryki Południowej. Lombardo zagrał tylko w jednym meczu – z Paragwajem.
W 1960 roku Lombardo przeniósł się do głównego rywala Boca Juniors – River Plate. W nowym klubie po rozegraniu 9 meczów zakończył karierę.
W latach 1952–1959 Lombardo rozegrał w reprezentacji Argentyny 37 meczów. Grający z charakterystycznym czarnym wąsikiem, kędzierzawy Lombardo, pomimo tego, że był krępy i niski, uchodzi za najlepszego prawego obrońcę świata w latach 50. Potrafił instynktownie przewidzieć zamiary rywala, dzięki czemu przechwytywał mnóstwo podań, po czym natychmiast uruchamiał napastników swoje drużyny. Nierzadko i sam ruszał do ataku.

## Sukcesy
| Sezon | Drużyna      | Tytuł                      |
| ----- | ------------ | -------------------------- |
| 1954  | Boca Juniors | Mistrz Argentyny           |
| 1955  | Argentyna    | Mistrz Ameryki Południowej |
| 1959  | Argentyna    | Mistrz Ameryki Południowej |